# King River (Coleman River)
Der King River ist ein Fluss in der Region Far North Queensland auf der Kap-York-Halbinsel im Norden des australischen Bundesstaates Queensland.

## Geografie

### Flusslauf
Der Fluss entspringt nordwestlich des Flying Fox Hill, rund 240 Kilometer westnordwestlich von Cooktown. Der King River fließt nach Süden und mündet etwa 12 Kilometer östlich von Strathaven in den Coleman River.

### Nebenflüsse mit Mündungshöhen
Der King River hat folgende Nebenflüsse:
- Eight Mile Creek – 158 m
- Swamp Creek – 158 m
- Barwon Creek – 152 m
- Dead Horse Creek – 136 m